# Waltinho
Waltinho, pseudonimo di Walter Fernandes da Costa Firmino (Recife, 24 novembre 1991), è un giocatore di calcio a 5 brasiliano.

## Carriera
Astro nascente del campionato pernambucano, di cui fu più volte campione e capocannoniere nonostante la giovane età, Waltinho raggiunge la notorietà nazionale nel 2012 quando, giocando con il modesto Tigre, vince la classifica dei marcatori della Taça Brasil. La stagione seguente si trasferisce alla società paranaense del CAD Guarapuava, confermandosi tra le maggiori sorprese della Liga Futsal. Nell'agosto del 2013 la Luparense si assicura il cartellino del giocatore, superando la concorrenza dello Sporting Lisbona. Dopo aver trascorso due stagioni, e vinto uno scudetto, il 16 giugno 2015 passa a titolo definitivo alla Carlisport Cogianco.

## Palmarès
- Campionato italiano: 1
Luparense: 2013-2014
- Campionato giapponese: 3
Nagoya Oceans: 2017-2018, 2018-2019, 2019-2020
- Supercoppa di Spagna: 1
Cartagena: 2023
- Campionato spagnolo: 1
Cartagena: 2023-2024